# Isla tectónica

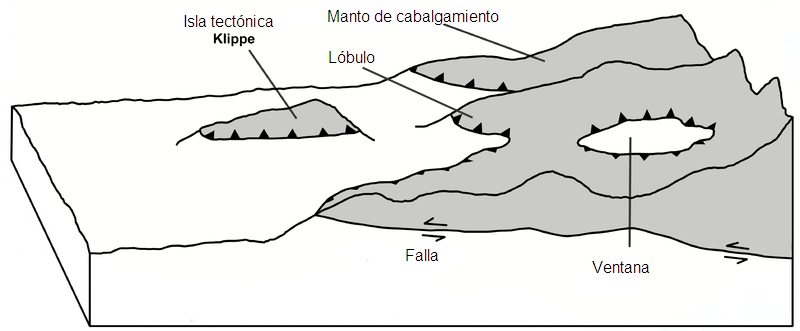
Esquema de un sistema de cabalgamiento mostrando una ventana y una isla tectónicas. El bloque de la pared cabalgante es llamado (cuando tiene proporciones razonables) un manto de corrimiento o nappe. Si se forma un agujero por erosión en el manto de corrimiento se forma una ventana tectónica. Una isla tectónica o klippe es un afloramiento de la "isla" solitaria de material no erosionado en medio del material autóctono de base.

Una isla tectónica o klippe (en alemán, acantilado: plural, klippen) es una estructura geológica característica de terrenos con fallas de cabalgamiento. En tal sistema, la masa rocosa (bloques superiores o cabalgantes) que ha sido transportada por el movimiento a lo largo del cabalgamiento es llamada un manto de corrimiento (nappe). Cuando la erosión diferencial va desgastando los materiales superiores se van exponiendo (afloramientos) los materiales de capas inferiores.
El klippe es la porción remanente de un manto de cabalgamiento después de que la erosión ha eliminado los elementos que lo conectaban con dicho manto de cabalgamiento, quedando por tanto aislado como una isla de materiales alóctonos sobre una base de materiales autóctonos. Este proceso da como resultado la presencia de materiales atípicos o exóticos en estratos superiores, que a menudo se han desplazado en posición casi horizontal, y su permanencia por encima de estratos subyacentes autóctonos, que no han sufrido transporte. 

## Algunos ejemplos
- En Estados Unidos, Chief Mountain, Montana, es un ejemplo de un klippe o isla tectónica.
- En España, el picacho de la Sierra de Cabra, en el parque natural de las Sierras Subbéticas.
- En Suiza, Klein Mythen es una montaña en los Alpes Glarus, próxima a Schwyz.

## Estructuras relacionadas
- Ventana tectónica o Fenster: Cuando la erosión o un sistema de fallas normales producen un agujero en el manto de corrimiento o cabalgamiento por el que afloran rocas del material subyacente autóctono (es decir, no transportado) se forma una ventana.[2]

- Semiventana: Cuando la roca autóctona está parcialmente rodeada por roca alóctona transportada por el cabalgamiento forma una semiventana.

- Lóbulo: Es una estructura redondeada formada por materiales alóctonos que sobresalen del borde delantero o frente de cabalgamiento.[2]